# 追獵者式坦克殲擊車
追獵者式驅逐戰車（德語：Jagdpanzer Hetzer）是纳粹德国在第二次世界大戰中利用捷克斯洛伐克的38(t)式坦克的底盤研發而来的一种驅逐戰車，
追猎者驅逐戰車是38(t)式驅逐戰車（德語：Jagdpanzer 38(t)，也被称为Sd.Kfz. 138/2)）在第二次世界大戰後的称呼。"追獵者"這個名稱在當時並不常用於稱呼本車。這名稱本來是用於稱呼一種相關聯的新車型"E-10"。Škoda工廠在一段很短的時間裡於其公文中混淆了此兩款車型的名稱，以及後來剛配發部隊時也曾使用錯誤的名稱長達數星期，后来這個問題被釐清。但是古德里安在一份寫給希特勒的備忘錄中仍然誤用了此一由部隊自己創造的非官方名稱「追獵者」。戰後的歷史學家根據這份文件的記載稱呼本車而因襲成俗，這也是為何本車名稱不像其他車型的官方名稱總是採用動物名稱命名。

## 性能
追猎者戰車殲擊車有著很特殊的外型，一體的車身、兩側斜裝甲、突出的火炮防盾還有偏右的火炮軸線，使人們在戰場上可以很輕易的辨識出來。

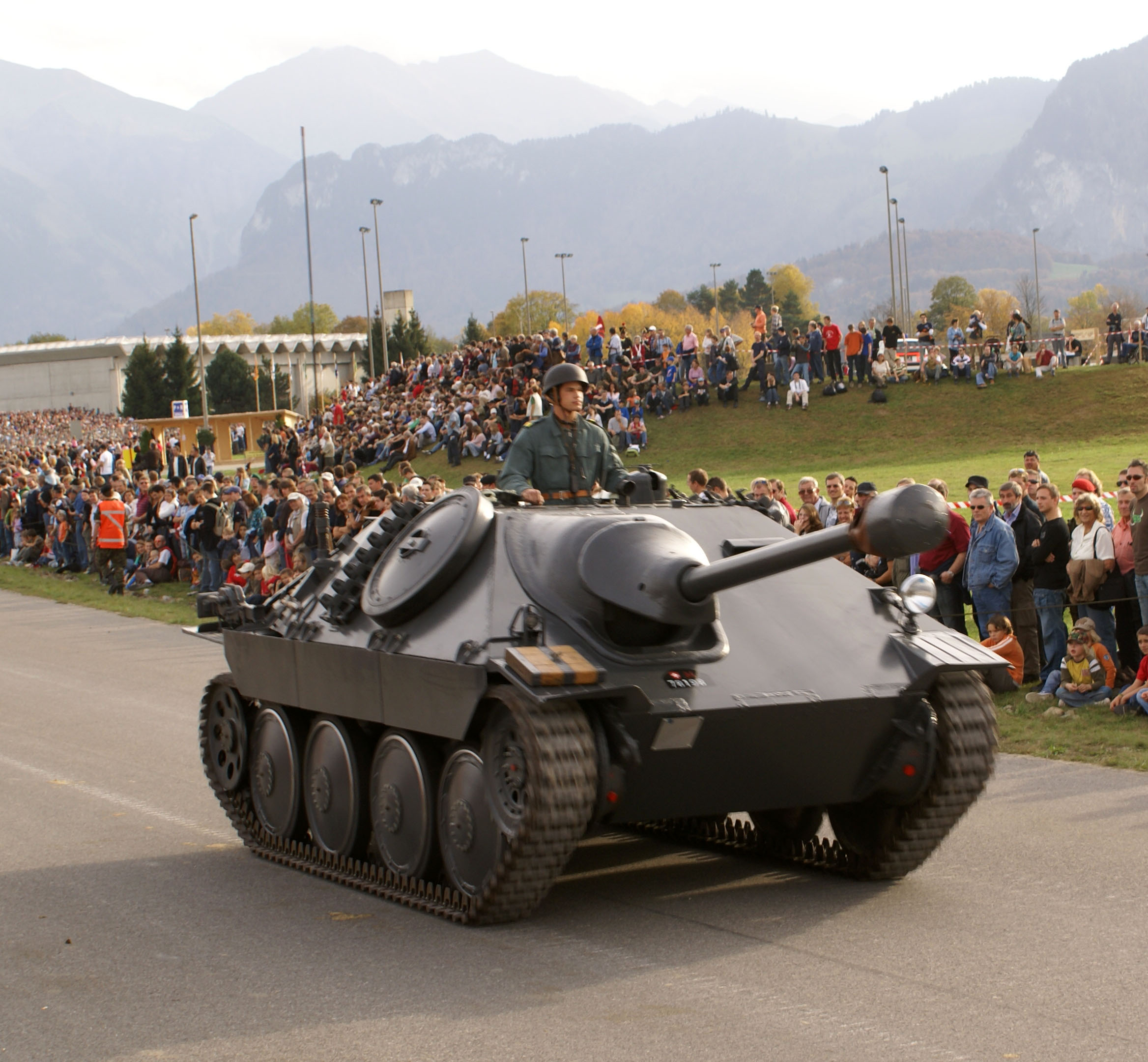
參加瑞士2006年的遊行

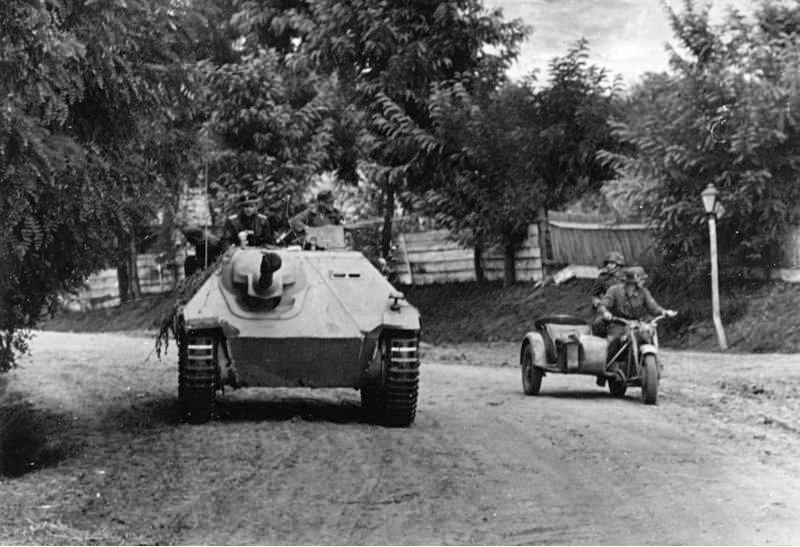
1944年於戰場上

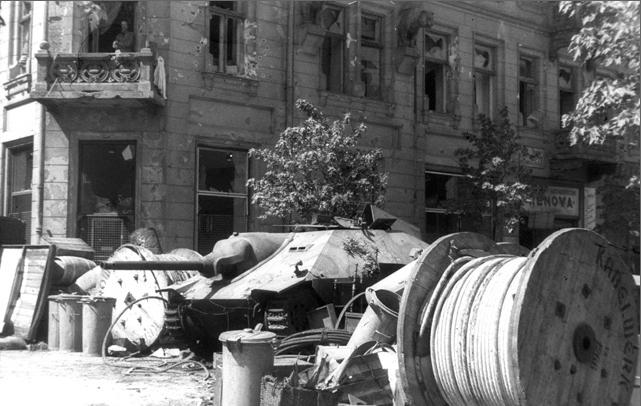
鎮壓华沙起义的追獵者式

追猎者戰車殲擊車屬於德國驅逐戰車車系中較輕型的種類，纳粹德国的驅逐戰車系列始於一號驅逐戰車，接著是黃鼠狼系列，終結於追獵者式驅逐戰車。追猎者戰車殲擊車的主炮（與後期型四號坦克裝備者同款）能夠在適當的接戰距離擊毀對手，追猎者戰車殲擊車在700米的距离上可以擊毀T-34，追猎者戰車殲擊車全包覆式裝甲使車組員能够獲得比黃鼠狼II和黃鼠狼III系列更良好的防護。
追獵者式驅逐戰車是二戰晚期德國最為常見的驅逐戰車之一。關鍵在於本車生產容易而能大量製造，這在當時意義非凡，同時，本車的機械可靠度亦十分優秀。再者，本車輪廓較小難以擊中，且易於隱藏而得以伏擊敵方坦克。
追獵者式驅逐戰車的缺點在於狹隘的主炮射界、糟糕的內部設計和視界不良。由於主炮射界太過狹窄，使本車有時得挪動車體才能瞄準快速移動的目標。本車主炮須由右側裝填砲彈，但該炮也裝設於車體的極右方，因此砲手和裝填手操作困難，令本車的實際射速低於預想射速。本車空間對於擠進四個車組員而言也過於狹窄。車長座位位於車體最後方，他前方是一片平坦而沒設置觀測塔的車頂。當車體前方稍微抬起時，車長的視界將極端受限，例如典型的超越障礙動作。

## 历史
1943年11月，盟军轰炸了位于柏林的阿尔凯特公司，使得三号突击炮停产，纳粹德国一方面展开四号突击炮的研制，一方面要求捷克的BMM公司（原斯柯达公司）进行三号突击炮的生产。但BMM公司一直是生产38（t）坦克底盘的，难以转产三号突击炮，因此提出了用38(t)坦克的底盘研制新型戰車殲擊車的方案，1943年12月，该方案被希特勒批准。
1944年3月，捷克的BMM公司生产出三辆追猎者戰車殲擊車的原型车，自1944年4月起，追猎者戰車殲擊車取代黃鼠狼 III(使用相同底盤)進入量產。追猎者戰車殲擊車的用途為配備步兵師轄下的驅逐戰車營，使其能夠擁有基本的機動反裝甲戰力。戰後，捷克斯拉夫繼續生產此型驅逐戰車並輸出了158輛給瑞士，現今保存的多數此型車皆為瑞士原裝車。 
同時，基於希特勒於1944年11月的特別要求，某一數量的追猎者戰車殲擊車於出廠時即裝備火焰放射器而不是一般的主炮。該火焰放射器是裝置於一具看似炮管的金屬保護體中，而且十分容易損壞。被稱為"38火焰放射坦克"的此型車在二戰結束前只製造不到50輛，但它們都被用於西線戰場對抗盟軍。
其他衍生型還有裝備150mm sIG33/2榴彈炮的追獵者，此型在二戰結束前約生產30輛，以及"Bergepanzer 38(t)Hetzer"，一種輕型裝甲救濟車，此型約生產了106輛。計畫中原本尚規劃有數種衍生型，包括一種裝備105mm加農炮的突擊炮型與一種裝備防空炮塔的防空型，這些車型直至二戰結束都未能量產。
儘管有兩千餘輛追獵者驅逐戰車裝備在德軍裡，但畢竟是使用輕型反坦克炮，投入戰場時為時已晚，蘇軍和盟軍坦克依然如潮水般湧向德國本土，所以追獵者驅逐戰車並沒有在戰爭中發揮效果。戰爭期間，瑞士軍隊曾以38(T)戰車基礎研發自走反坦克炮，戰後，瑞士陸軍於1947年到1952年間陸續從捷克進口了158輛38(T)戰車改裝的追獵者式，定名為G13自走反坦克炮。於1970年代除役。

## 使用國家
- 納粹德國
- 斯洛伐克國
- 南斯拉夫
- 瑞士

## 相關連結
- （英文） Information about the Jagdpanzer 38 at Panzerworld （页面存档备份，存于）
- （英文） PzFahrer's guide to the Jagdpanzer 38 （页面存档备份，存于）
- （英文） Achtung Panzer! Jpz 38(t) site
- （英文） Surviving Hetzers and G-13 tank destroyers(PDF) （页面存档备份，存于）
- （英文） Jagdpanzer 38 repair and overhaul gallery